# Cinema i Cafè Orient
El Cinema i Cafè Orient és una obra de Tona (Osona) inclosa a l'Inventari del Patrimoni Arquitectònic de Catalunya.

## Descripció
A principis del segle xx, la majoria de pobles instal·laven un cafè i un cinema a la plaça major. El més característic és doncs el seu emplaçament. Tipològicament respon a les construccions de maó (obra vista), amb grans finestrals a banda i banda de la porta principal, i cadires sota un cobert de lona formant una terrassa. La majoria de cinemes eren de planta baixa, sense finestres i amb grans vidrieres a l'entrada.

## Història
Als anys 20 del segle xx, un dels locals amb més afluència de Tona era el Cafè Popular de la plaça, dirigit per Josep Vall-llobera. Però els problemes amb l'ajuntament van sortir arrel d'un màquina escurabutxaques, que fou prohibida el 23 de març de 1920, perquè era considerada perillosa pels menors, i quan el 28 de maig de 1920 es volgué representar l'obra de teatre "el Místich", de Santiago Rusiñol, que fou considerada immoral. Així es tanca el Cafè. Però el 29 de novembre de 1921 l'ajuntament donava permís per modificar la casa del c/ Major núm. 4, a Josep Vall-llobera, per tal de construir-hi el Cafè i Sala d'Espectacles Orient, que més tard foren el Cafè i el Cinema Orient de Tona.